# Liste der Bodendenkmale in Pulsnitz
In der Liste der Bodendenkmale in Pulsnitz sind die Bodendenkmale der Stadt Pulsnitz und ihrer Ortsteile nach dem Stand der Auflistung von Harald Quietzsch und Heinz Jacob aus dem Jahr 1982 aufgelistet. Eventuelle Änderungen und Ergänzungen, insbesondere aus der Zeit nach der Wende, sind nicht berücksichtigt, da für Sachsen aktuell keine neueren allgemein zugänglichen Bodendenkmallisten vorliegen. Die Baudenkmale sind in der Liste der Kulturdenkmale in Pulsnitz aufgeführt.
| Denkmal-ID | Fundart            | Ortsteil      | Bezeichnung                   | Zeitstellung | Lage                                                                                          | Bemerkungen                                                                                | Bild |
| ---------- | ------------------ | ------------- | ----------------------------- | ------------ | --------------------------------------------------------------------------------------------- | ------------------------------------------------------------------------------------------ | ---- |
| ?          | unbekannt          | Oberlichtenau | Gruppe von ca. 20 Steinhügeln | Mittelalter? | westlich des Orts im Wald, beiderseits der Straße zum Keulenberg, nahe dem östlichen Waldrand | aus umliegendem Granitgeröll zusammengetragen, Bedeutung unklar                            |      |
| ?          | Befestigung > Burg | Pulsnitz      | Wasserburg „Perfert“          | Mittelalter  | nordwestlicher Ortsrand, nördlich des Guts in der Pulsnitzaue                                 | Turmhügel, überbaut, Graben eingeebnet, Schutz seit 17. Januar 1938, erneuert 5. Juli 1960 |      |
| ?          | Befestigung > Burg | Pulsnitz      | Wasserburg                    | Mittelalter  | südwestlicher Rand des Ortskerns, Westteil des Schlosshofs                                    | überbaut und verändert, Vorstau erhalten, Schutz seit 5. Juli 1960                         |      |